# Філіпчук Володимир Станіславович
Володи́мир Станісла́вович Філіпчу́к (* 3 серпня 1940, Одеса — 13 серпня 2019) — кандидат економічних наук (2000); Одеське ВАТ з експорту та імпорту нафтопродуктів «Ексімнафтопродукт», почесний голова правління; голова Одеської обласної ради світу; член опікунської ради з будівництва будинку милосердя при Свято-Архангело-Михайлівському жіночому монастирі; член опікунської ради Благодійного фонду ім. Надії та Добра; голова міської секції з тайського боксу «Муей Тай»; депутат Одеської міськради (з 2006). Герой України (з врученням ордена Держави, 03.08.2000).

## Життєпис
Українець. Батько Станіслав Семенович (1918) — пенсіонер; мати Ірина Андріївна (1924—1983); дружина Людмила Олексіївна (1944) — домогосподарка; сини — Сергій (1966) і Олександр (1971).
У 1958—1963 роках навчався на хіміко-технологічному факультеті Одеського політехнічного інституту та отримав спеціалынсть інженер-хімік, технологія основного органічного синтезу та синтетичного каучуку. Захистив кандидатську дисертацію «Особливості управління діяльністю великих організацій в умовах ринкової діяльності, що склалася (на прикладі нафтогазової галузі)».
03.2006 кандидат в народні депутати України від Народного блоку Литвина, № 301 в списку. На час виборів: почесний голова правління ВАТ «Ексімнафто-продукт», член НП.
- 12.1963-01.67 — начальник змін Горлівського АТЗ ім. С.Орджонікідзе.
- 01.-11.1967 — старший інженер лабораторії наукової організації праці, Одеський завод «Продмаш».
- 11.1967-04.74 — інспектор, Одеський округ Держтехнагляду нафтопереробної промисловості
- 04.1974-10.76 — головний інженер, Одеський завод кольорової ґуми.
- 10.1976-10.81 — інспектор, ЦК профспілки при Одеській ОК.
- 10.1981-01.82 — начальник, Управління автозаправних станцій.
- 01.1982-09.84 — директор, Одеський лакофарбовий завод.
- 09.1984-10.90 — головний інженер, Одеське територіальне управління забезпечення нафтопродуктами.
- З 10.1990 — генеральний директор, голова правління, Одеське підприємство з експорту та імпорту нафтопродуктів (з 1994 — Одеське ВАТ з експорту та імпорту нафтопродуктів «Ексімнафтопродукт»).

Довірена особа кандидата на пост Президента України В. Януковича в ТВО № 138 (2004-05).
Дійсний член Міжнародної академії наук екології, безпеки людини та природи (1996).
Захоплювався легкою атлетикою, був чемпіоном та рекордсменом СРСР і України з бігу на дистанцію 400 м.

## Нагороди
- Заслужений працівник промисловості України[3]
- Почесні грамоти Одеської облдержадміністрації (03.1997, 09.1999).
- Герой України (з врученням ордена Держави, 03.08.2000)[4].
- Орден «За заслуги» III (02.1998)[5], II ступеня (09.1999)[6].
- Відзнака Президента України — ювілейна медаль «20 років незалежності України» (19 серпня 2011)[7]
- Ордени святого рівноапостольного князя Володимир (УПЦ МП) III (1996) та II ступенів (02.1999),
- Орден преподобного Нестора Літописця (09.1999),
- Орден преподобного Нестора Літописця I ступеня (04.2003).
- Орден Святого Миколи Чудотворця I ступеня (01.1999),
- Диплом Всеукраїнського щорічного конкурсу ЗМІ «Золоте перо» і срібна медаль за підтримку всеукраїнських ЗМІ (03.2003).
- Медаль МВС України «10 років внутрішнім військам МВС України» (06.2003).
- Почесне звання професора управління і бізнесу (07.2003, Міжнародний слов'янський університет).
- Почесна грамота КМ України (06.2004)[8].
- Почесний громадянин м. Одеси (06.2000).